# Jugovići (Loznica)
Pour les articles homonymes, voir Jugovići.
Jugovići (en serbe cyrillique : Југовићи) est un village de Serbie situé sur le territoire de la Ville de Loznica, district de Mačva. Au recensement de 2011, il comptait 127 habitants.

## Démographie
| 1948 | 1953 | 1961 | 1971 | 1981 | 1991 | 2002 | 2011 |
| ---- | ---- | ---- | ---- | ---- | ---- | ---- | ---- |
| 345  | 341  | 310  | 284  | 223  | 201  | 168  | 127  |

|  |